# Alain Marcel
Pour les articles homonymes, voir Marcel.
Alain Marcel est un acteur, metteur en scène, auteur et compositeur français né en 1952 près de Sétif en Algérie et mort le 9 mars 2020 à Rio de Janeiro (Brésil).
Figure importante du théâtre musical et de la comédie musicale en France à partir des années 1980, il a notamment adapté en français et mis en scène La Petite Boutique des horreurs, Kiss Me, Kate et La Cage aux folles.

## Biographie
Né en Kabylie, Alain Marcel se forme au conservatoire de Tours puis de Paris. S’intéressant au théâtre musical, il suit une formation vocale et écrit ses premières chansons. Il réalise sa première mise en scène en 1975 alors qu'il est élève d'Antoine Vitez avec Scènes de chasse en Bavière de Martin Sperr.
Comédien au cinéma et à la télévision, ainsi que dans des pièces au théâtre, il passe rapidement à l'écriture de spectacles musicaux. Son premier spectacle, Essayez donc nos pédalos (1979), co-écrit et interprété avec Jean-Paul Muel et Michel Dussarrat sur une chorégraphie de Tonie Marshall, est osé et revendicatif, alors que l'homosexualité est encore un délit,. En 1983, c'est Rayon femmes fortes. Les deux spectacles totaliseront 570 représentations.
La même année, il se lance dans la mise en scène d’œuvres lyriques, de Rossini (Le Barbier de Séville, L'Italienne à Alger) et Donizetti (L'Élixir d’amour, Don Pasquale) à Offenbach (La Vie parisienne, Les Brigands) et de Mozart (Der Schauspieldirektor) à Verdi (Falstaff). Mais c'est dans le domaine de la comédie musicale qu'il remporte ses plus grands succès, adaptant en français et mettant en scène plusieurs spectacles de Broadway : La Petite Boutique des horreurs au Théâtre Libertaire de Paris (Déjazet) puis au théâtre de la Porte-Saint-Martin en 1986, Peter Pan au Casino de Paris en 1991, Kiss Me, Kate  en 1992 et La Cage aux folles de Jerry Herman en 1999, tous deux au théâtre Mogador. Ces spectacles réuniront quatre nominations aux Molières et deux aux Victoires de la Musique. Il met également en scène My Fair Lady à l'Opéra royal de Wallonie.
Pour l’inauguration du Florence Gould Theatre de New York en 1985, il donne sa propre version bilingue des Mariés de la tour Eiffel de Cocteau.
À partir des années 2000, il retourne petit à petit à la composition de spectacles musicaux plus personnels : Le Paris d'Aziz et Mamadou, L’Opéra de Sarah au théâtre de l'Œuvre (Molière 2009 du spectacle musical), Encore un tour de pédalos. Il renoue également avec son métier de comédien jouant dans plusieurs pièces de Jean-Marie Besset comme Perthus (2008), Rue de Babylone (2012) et Le Banquet d'Auteuil (2014).
Il meurt d'une crise cardiaque le 9 mars 2020 à Rio de Janeiro.

## Théâtre

### En tant que comédien
- 1974 : Le Sexe faible d’Édouard Bourdet, mise en scène Jean-Laurent Cochet, théâtre de l'Athénée Louis-Jouvet
- 1978 : La plume de Barillet et Grédy, théâtre Marigny
- 1978 : Les papas naissent dans les armoires, mise en scène Gérard Vergez, théâtre de la Michodière
- 1979 : Essayez donc nos pédalos, Cour des miracles puis théâtre Fontaine
- 2003 : Lulu d'Alban Berg, mise en scène Willy Decker, Opéra Bastille
- 2008 : Perthus de Jean-Marie Besset, mise en scène Gilbert Désveaux, théâtre du Rond-Point, théâtre des Treize Vents et Petit-Marigny
- 2012 : Rue de Babylone de Jean-Marie Besset, mise en scène Gilbert Désveaux, théâtre des 13 vents
- 2014 : Le Banquet d'Auteuil de Jean-Marie Besset, mise en scène Gilbert Désveaux, Vingtième théâtre

### En tant que metteur en scène
- 1975 : Scènes de chasse en Bavière de Martin Sperr, salle du Conservatoire
- 1979 : Essayez donc nos pédalos, Cour des miracles puis théâtre Fontaine
- 1983 : Rayon femmes fortes, Grand Théâtre de Calais, théâtre du Jeu de paume (Aix-en-Provence), ATP (Nîmes)
- 1983 : Le Barbier de Séville, opéra de Gioachino Rossini, Grand Théâtre de Genève[10]
- 1984 : L'Italienne à Alger, opéra de Gioachino Rossini, théâtre Montansier
- 1985 : Les Mariés de la tour Eiffel, théâtre Florence Gould (New York)
- 1986 : La Petite Boutique des horreurs, comédie musicale d'Alan Menken et Howard Ashman, théâtre Déjazet puis théâtre de la Porte-Saint-Martin - également adaptateur
- 1986 : Tam tam au pays des noirs-blancs, comédie musicale de Xavier Thibault, mise en scène de Rita Brantalou et Alain Marcel, théâtre des Bouffes-Parisiens
- 1987 : Palier de crabes de Charlotte de Turckheim, Grand Edgar
- 1988 : L'Élixir d’amour, opéra de Gaetano Donizetti, Opéra de Nantes puis Capitole de Toulouse
- 1990 : Les Aventures du roi Pausole, opérette d'Arthur Honegger , Opéra de Lausanne
- 1991 : Peter Pan, comédie musicale de Jule Styne d'après J. M. Barrie, Casino de Paris - également adaptateur
- 1992 : Kiss Me, Kate, comédie musicale de Cole Porter d'après William Shakespeare, théâtre Mogador - également adaptateur
- 1992 : Il matrimonio segreto opéra de Domenico Cimarosa, Opéra de Lausanne puis Opéra de Nantes (1995)
- 1993 : My Fair Lady, comédie musicale de Frederick Loewe d'après George Bernard Shaw, Opéra de Liège - également adaptateur
- 1994 : Le Roi d'Ys, opéra d’Édouard Lalo, Opéra municipal de Marseille
- 1995 : L'Italienne à Alger, opéra de Gioachino Rossini, Grand Théâtre de Genève
- 1998 : La Vie parisienne, opéra bouffe de Jacques Offenbach, Opéra de Liège, Opéra-théâtre de Metz et Opéra Comédie de Montpellier
- 1998 : Falstaff, opéra de Giuseppe Verdi, Opéra de Liège
- 1999 : La Cage aux folles, comédie musicale de Jerry Herman d'après Jean Poiret, théâtre Mogador - également adaptateur
- 2004 : Le Paris d'Aziz et Mamadou, amphithéâtre de l’'Opéra Bastille
- 2008 : Perthus de Jean-Marie Besset, théâtre du Rond-Point puis théâtre des Treize vents et Petit-Marigny[11]
- 2009 : L'Opéra de Sarah - avant l'Amérique, théâtre de l'Œuvre
- 2010 : Encore un tour de pédalos, théâtre du Rond-Point[12],[13]

### Auteur
- 1979 : Essayez donc nos pédalos (avec Jean-Paul Muel et Michel Dussarrat)
- 1983 : Rayon femmes fortes
- 2004 : Le Paris d'Aziz et Mamadou
- 2009 : Algérie Chérie
- 2009 : L'Opéra de Sarah - avant l'Amérique
- 2010 : Encore un tour de pédalos

### Compositeur
- 1979 : Essayez donc nos pédalos
- 1983 : Rayon femmes fortes
- 1980 : Si jamais je te pince !... d’Eugène Labiche, mise en scène Laurent Pelly
- 2004 : Le Paris d'Aziz et Mamadou
- 2010 : Encore un tour de pédalos

## Filmographie

### Cinéma

#### Acteur
- 1977 : Gloria : Jacques[14]
- 1978 : L'Amour violé : Jean-Louis
- 1981 : Diva de Jean-Jacques Beineix

#### Scénariste
- 1984 : La Triche de Yannick Bellon

### Télévision
- 1978 : Jean-Christophe (série)
- 1978 : Ce diable d'homme (mini-série)
- 1978 : Une femme, une époque (série)
- 1978 : Les Eygletière
- 1983 : Elle voulait faire du cinéma (téléfilm)

## Distinctions
- Molières 2009 : Molière du spectacle musical pour L'Opéra de Sarah